# Syndactyla striata
El ticotico picolezna boliviano (Syndactyla striata), también denominado ticotico boliviano o pico-recurvo boliviano (en Perú),  es una especie de ave paseriforme de la familia Furnariidae, perteneciente al género Syndactyla. Es nativo de los contrafuertes andinos del centro oeste de América del Sur.

## Distribución y hábitat
Se distribuye por los piedemontes andinos del sureste de Perú (Puno) y oeste y centro de Bolivia (La Paz, Cochabamba, oeste de Santa Cruz).
Esta especie es considerada poco común y local en su hábitat natural, el sotobosque de selvas de piedemonte de los Andes, denominadas yungas, entre los 650 y los 1400 m de altitud.

## Sistemática

### Descripción original
La especie S. striata fue descrita por primera vez por el ornitólogo estadounidense Melbourne Armstrong Carriker en 1935 bajo el nombre científico Anachilus striatus; su localidad tipo es: «Santa Ana, 2200 pies [670 m], Río Coroico, La Paz, Bolivia».

### Etimología
El nombre genérico femenino «Syndactyla» deriva del griego «sun»: juntos, y «daktulos»: dedos; significando «con los dedos juntos»; y el nombre de la especie «striata» , deriva del latín «striatus»: estriado.

### Taxonomía
Con base en estudios de morfología, vocalización y comportamiento general, Robbins & Zimmer (2005) recomendaron la inclusión de las especies del género Simoxenops en Syndactyla; posteriormente, los estudios de genética molecular de Derryberry et al. (2011) concluyeron que, efectivamente, Simoxenops estaba embutido en Syndactyla. La Propuesta N° 528 al Comité de Clasificación de Sudamérica (SACC), aprobó la transferencia de las entonces especies Simoxenops ucayalae y Simoxenops striatus a Syndactyla con los nombres científicos de Syndactyla ucayalae y S. striata, respectivamente.
Es monotípica.